# Nemodlenec
Román Karoliny Světlé Nemodlenec je posledním z tzv. ještědských románů, jejichž děj je zasazen do autorčina milovaného podhorského kraje pod Ještědem v severních Čechách. Autorka jej prvně vydala v roce 1873 a námět pro něj posbírala za svých pobytů na Ještědsku. V románu se odkrývají a řeší všechna pro autorku typická témata: kritika katolické církve, sociální otázky a nešťastná a neopětovaná láska. Navíc se zde objevuje téma pomsty jako způsobu reakce na křivdy v mezilidských vztazích a vztazích mezi rodinami. Stejně tak se v díle objevuje postava silné a energické ženy s tragickým osudem vzniklým na základě tehdejších společenských vztahů a zvyků.

## Obsah
Děj románu je zasazen do období konce 18. století, do doby josefínské. Zobrazuje osud kdysi zemanského (nižší šlechta) rodu Luhovských obývajícího nyní statek v Podještědí. Se zemanem Luhovským, jeho ženou, jeho syny Adamem a Míchalem, jeho poblázněným otcem (dědou Luhovským) i s čeládkou pracující na jejich statku se setkáváme za večerní bouře v sednici na statku, kde společně předou. Autorka nás prvně seznamuje s minulostí zde přítomných osob.
Zemanka bývala v mládí nejkrásnější dívkou v okolí a byla zamilována do panského myslivce. Jenže nynější zemanku miloval právě zeman Luhovský. Aby ji získal, tak ji jednou unesl a zavřel v ovčíně na pozemcích svého statku. Po nějakém čase, kdy dívku její milý myslivec nehledal ani o ni neprojevoval zájem, zašel zeman Luhovský za dívčiným otcem a vymohl si na něm její ruku. Jako argument mu postačila nečinnost myslivce a jeho ujištění, že on ji miluje. Otec dívky s tím souhlasil a dívky samotné se nikdo neptal. (Zde zaznívá autorčina kritika postavení ženy ve společnosti, kde není považována za rovnocennou s muži, protože takovéto zemanovo chování nebylo považováno za špatné, ale naopak za jeho projev velké lásky k dívce.) Zemanka jako manželka Luhovského se k němu od té doby po celý život chovala velmi chladně, ponižovala jej, dávala všude najevo, že k němu nepatří, a ani o své syny nejevila zájem a všude říkala, že jsou jenom zemanovi. Dokonce měla se zemanem kdysi i dceru, která však zemřela, a ona jí nešla ani na pohřeb. Nešťastná a osamělá žila jen ze dne na den, jako by čekala pouze na svoji smrt.
Když bylo Adamovi a Míchalovi kolem dvaceti let, objevil se u statku záhadný krtičkář se svojí dcerou Dalenou. Krtičkář byl člověk znající mnohé léky a zaříkávadla na různé neduhy, kterými pomáhal lidem. Tento krtičkář, protože odmítal používat zaříkávadla na škodu lidem a v minulosti již několikrát zemanovi Luhovskému pomohl, mohl za to přespávat v ovčíně na zemanových pozemcích. Tam odpočíval i oné bouřlivé noci. Protože však umíral, nechal k sobě zavolat zemanku. Ta prvně váhala, protože se jednalo o ovčín, kde sama byla před svatbou vězněna, takže se tomu místu celý život vyhýbala, jenže na naléhání služebné Veruny, že je to její křesťanská povinnost vyslechnout umírajícího, se do ovčína nakonec vydala. Tam ji čekalo velké překvapení, když v krtičkáři poznala svého kdysi milovaného myslivce Jana. Ten jí vyprávěl svůj životní osud:
Díky své službě myslivce se seznámil s jednou hraběnkou. Kvůli rozdílu v jejich původu je tajně oddal jeden farář, narodila se jim dcera a oni spolu šťastně žili. Štěstí jejich skončilo, když hraběnku jednou unesli její vlastní bratři a donutili ji vdát se za jejich přítele šlechtice. Myslivce s dcerou vyhnali a pohrozili jim, že budou-li mluvit někde o svém původu nebo se snad budou chtít domáhat hraběnčina majetku, tak se jich zbaví. Myslivec se zalekl této hrozby a stal se potulným krtičkářem. Později se pak od lidí dozvěděl, že jeho hraběnka zemřela steskem.
Nakonec krtičkář poprosil zemanku, aby z bývalé lásky k němu si vzala jeho dceru jako svoji vlastní na statek. Zemanka byla šokována vyprávěním krtičkáře. Pochopila úplně tragédii svého života, kdy se po léta odevzdala lásce k mladému myslivci, který ji vlastně nikdy pořádně nemiloval, protože o ni nebojoval, a ona zatím odmítala zemana Luhovského, který ji naopak miloval opravdově a hluboce. Zároveň nemohla myslivci – krtičkáři odpustit, že si mohl vzít jinou ženu a být s ní šťastný. Zemanka na sobě nedala nic znát a ihned se rozhodla, že za toto chování se krtičkáři pomstí. Chytře slíbila krtičkáři, že se o jeho dceru jistě postará mnohem lépe než její opravdová matka, která po léta nejevila zájem o Dalenu a začala hraběnku urážet. Jan sice namítal, že to není pravda, ale zemanka dál vedla svou, jak jen mohla, až Jana na tolik rozčílila, že zemřel. Pak řekla Daleně, ať se přihlásí u jejich služebné Veruny, která ji zavede do statku. Od té doby se zemanka často zavírala jako churavá ve své komoře a trápila se svým životem. Zároveň se od té doby chovala k Luhovskému i synům mnohem lépe a zvláště syny považovala již za své.
Dalena sledovala v ovčíně celou hádku bývalých milenců. V žalu nad zemřelým otcem a urážkami své matky sama sobě přísahala, že je pomstí na celém rodu Luhovských. Aby otcovo tělo nepřišlo do styku s těmi, které nenáviděla, nechala jej sama s pomocí cikánů a bez kněze druhý den pohřbít u hřbitovní zdi.
Zatím při bouři v chalupě šel zeman Luhovský s čeládkou upevňovat došky na střeše a podobné věci, takže v sednici zůstal sám Míchal s bláznivým dědou. Děd se rozhovořil o minulosti Luhovských a o rodinné tragédii, z níž se zbláznil:
Rod Luhovských zemanů patřil k nižší šlechtě v kraji. Udržoval dobré styky s panstvem i s prostým lidem. Tím se nechali Luhovští ovlivnit a přešli na víru jednoty bratrské. Společně s ostatními se v době pronásledování této církve rozhodli opustit vlast. Snažili se prodat svůj statek, aby měli peníze na nový začátek jinde, ale nikdo jej nechtěl za rozumnou cenu koupit. Tak zůstali. Panstvo se na těch, kteří neodešli nebo které chytili tvrdě pomstilo. Luhovští přišli o mnohé své pozemky a padlo na ně podezření, že při požáru zámku panstvu ukradli patent, který zaručoval povinnost poddaných robotovat na panském dle přání pánů bez možnosti robotu odepřít. Výsledkem vyšetřování byla poprava strýce Luhovského zemana (dědova bratra), z které se děd zbláznil. Zmizelý patent však panstvo nikdy nenašlo.
Když děd dopověděl tento příběh z minulosti, zemřel Míchalovi v náručí.
Druhý den ráno potkal Adam Dalenu u ovčína. Dalena poprvé není zahalena do svého nevzhledného oděvu z kůží a Adam je přímo očarován její krásou. Dalena přichází do statku. Je tam považována za poslední z děveček, dostává ty nejneoblíbenější práce, ale vykonává je bez odporu. Přesto chodí Adam každý večer pod její okénko a pozoruje, co dělá ve své komůrce, naléhá na ni, aby si jej vzala. Dalena však stále odmítá a rozhodne se pro první krok své pomsty. Jednou v noci přijde za zoufalým Adamem na jeho hlídku u pole. Po krátké hádce Adam na ni vystřelí z pušky, ale netrefí, Dalena jen omdlí. Adam zoufalý ze svého činu se pak sám zastřelí. Když se o jeho smrti dozví zemanka, sama též zemře na zástavu srdce.
Adamova smrt zasáhne i zemana Luhovského. Měl totiž se svými syny velké plány, které se nyní zhatily. Díky své chytrosti chtěl získat zpět šlechtický (zemanský) erb svého rodu, aby přestal být považován za pouhého statkáře a mohl se také počítat k panstvu. K tomu měl pomoci též kdysi šlechtě ukradený patent, který dosud Luhovský zeman schovával na půdě svého statku. K větší vážnosti rodu pak měli přispět jeho synové: Adam měl být správce všech nemovitostí rodu a Míchal měl být vojákem a oficírem, což bylo považováno za velmi prestižní.
Míchal po bratrově smrti začal chodit jako tělo bez ducha. Zeman díky svým udržovaným a dobrým stykům se šlechtou zjistí, že na horskou faru má přijet nějaká mladá kněžna připravující se na vstup do kláštera, aby se v poklidném kraji vzpamatovala ze smrti své matky. Protože šlechta potřebuje někoho, kdo by pomáhal starat se o mladou kněžnu, nabídne Míchala, pro kterého v tom vidí možnost odreagování. Michal službu přijme a jedné noci zabrání okradení kněžny. Sám je při svém statečném odhánění zlodějů zraněn vrženým nožem do ramene. Kněžna i farář o něj pak pečují až do jeho úplného uzdravení. Přitom se Míchal do kněžny zamiluje a ona do něj, čímž zapomene na svoji touhu po klášteře.
Dalena zatím využije Míchalovy nepřítomnosti a jako další krok své pomsty se vdá za zemana Luhovského. Před vrata statku zakope mezník ze tří stran porostlý mechem a vlasy bývalé zemanky. Kvůli tomu pak musí zemančina duše každé noci přicházet sedat na ten mezník a dívat se na Dalenino štěstí, což je další součást její pomsty.
Zeman Luhovský chodí pravidelně vypomáhat šlechtě do úřadu. Díky své chytrosti a moudrosti je považován za velmi zdatného úředníka a získá si tam dobré jméno. Jednou nabídne šlechtě nalezení patentu o robotě poddaných výměnou za znovuzískání šlechtického erbu pro jeho rod a navrácení kdysi zabavených polí. Výměna je provedena. Hrabě nyní chce využít patentu a přinutit poddané robotovat nejen na svých pozemcích v podještědském kraji, ale též na pozemcích v kraji mimoňském, kde kvůli moru zemřelo mnoho poddaných. Aby se poddaní proti tomuto záměru nebouřili, doporučí se zeman Luhovský za prostředníka a vymyslí na poddané malou lest. Pokusí se je nejprve přesvědčit, aby šli sami dobrovolně na robotu. Když to odmítají, pokusí se je přesvědčit tak, že jimi kdysi slavně vztyčená socha svatého Jana Nepomuckého krvácí a smutní, protože oni se Bohu již dlouho ničím nezalíbili. Lidé také pozorují krvácení na soše a různé jiné podivné úkazy, které však mají na svědomí hraběcí úředníci. Tyto úkazy zmizí, když lidé robotu slíbí. Na oslavu usmíření s jejich světcem uspořádají slavnost u sochy Jana Nepomuckého. Této slavnosti se zúčastní lid, panstvo i Míchal a mladá kněžna, a na slavnosti má být čten nalezený patent.
Míchal se však stydí za to, jak otec zradil své přátele z řad lidu a pro svůj vlastní sobecký prospěch a pro prospěch svého rodu odmítl jim svým rozumem pomáhat a naopak jej využil, aby lid do roboty přiměl a pánům se zalíbil. Proto na slavnosti sám vystoupí jako samozvaný řečník. Mluví o tom, jak je lid klamán, jak se na ně Bůh nebude zlobit a je trestat, když robotu odmítnou, a ať na něj prší horká smůla, když nemluví pravdu. Nic se mu nestane, a tak mu lid uvěří. Míchal navíc svojí puškou vystřelí na sochu svatého, na níž je uložen patent. Patent je trefen a pečeti na něm poškozené, čímž se stane neplatným. Za tento svůj statečný čin je Míchal zavřen.
Dalena pozoruje celou slavnost i Míchalův čin a v mladé kněžně poznává díky podobě svoji sestru. Dalenina matka tedy nezemřela po únosu před svatbou s cizím šlechticem, jak jí vždy říkával otec krtičkář, ale provdala se a měla rodinu. Dalena z toho poznává, že stará zemanka Luhovská měla tehdy v ovčíně pravdu, a upustí od své pomsty. Vykope mezník ze země a rozhodne se Míchalovi pomoci. Přimluví se u hraběte, otce mladé kněžny, a vyjeví mu vše o své minulosti. Hrabě zařídí, že je Míchal prohlášen za choromyslného a je poslán na léčení. Místo toho odjede s milovanou mladou kněžnou, nyní již zvanou Alžběta, do dalekých krajů, kde se vezmou a v poklidu spolu žijí.
Zeman Luhovský se z Míchalova činu na slavnosti zhroutí a krátce nato zemře.
V dědově vyprávění o minulosti rodu i v Míchalově řeči na slavnosti zaznívá tvrdá kritika katolické církve, která pomáhá udržovat lid v nevědomosti a nabádá jej k nevzpřičování se vůli panstva, jinak by se takový buřiči dopustili těžkých hříchů proti Bohu. Církev tím pomáhá panstvu udržovat lid v pokojném poddanství a nepovoluje ani uvolněnější proudy ve víře v Boha. Proti Bohu jako takovému ale autorka nevystupuje, její kritika nemá ateistický charakter.
Sociálnímu tématu se věnuje autorka hlavně v přemýšlení a rozhodování zemana Luhovského, kdy se rozhoduje již dále nepomáhat lidu proti panstvu svým rozumem, ale využít tento svůj rozum ke svému vlastnímu prospěchu. Lid ať sám použije svůj rozum ve svůj prospěch. Autorka to příliš nezdůrazňuje, ale z pohledu lidu to je považováno za zradu na něm spáchanou, za něco odsouzení hodného, i když se jedná v osobní rovině zemana o přirozené chování, protože jemu také nikdo nepomáhá v jeho zájmech.
Kniha je psána spisovným jazykem a velmi epickým způsobem.

## Filmová adaptace
- Nemodlenec – československé drama režiséra Václava Kubáska z roku 1924.